# Ngựa lùn Hucul
Bản mẫu:Thông tin động vật breed
Ngựa lùn Hucul, còn được gọi với nhiều cái tên khác nhưa Ngựa Carpathian, Ngựa Huculska, Ngựa Hutsul, Ngựa Huțul, Ngựa Huțan hoặc Ngựa Huzul là một loài ngựa giống lùn có nguồn gốc từ dãy núi Carpathian.

## Lịch sử
Ngựa lùn Hucul mang một số điểm tương đồng với giống ngựa Tarpan đã tuyệt chủng. Được cho là có nguồn gốc từ dãy núi Carpathian của Đông Âu, nằm trong vùng lãnh thổ mà ngày nay thuộc Ukraine, Ba Lan, Slovakia và Romania. Giống ngựa này được đặt theo tên của nhóm nhỏ người Ucraina là người Hutsuls. Tuy nhiên, giống ngựa này có lịch sử lâu dài hơn nhiều so với người Hutsul. Ngựa Hucul có lẽ được mô tả trên các di tích được dựng lên bởi Hoàng đế La Mã Domitian và Trajan, giống như những con ngựa kéo thời Dacian. Loài này đã được đề cập lần đầu tiên trong tài liệu bằng văn bản khoảng 400 năm trước (như "Núi Tarpan"). Không giống như giống ngựa Konik Ba Lan, Hucul hiếm khi lai tạo với ngựa trong nước.
Nhờ những nỗ lực của các nhà lai tạo, số lượng ngựa giống Hucul trên thế giới của những con ngựa này hiện vượt quá 1.000. Hầu hết chúng sống ở Ba Lan, Slovakia, Romania, Cộng hòa Séc và Ukraina. Nhiều ngựa ở châu Âu cũng có dòng máu của Hucul. Trong những năm gần đây, sự phổ biến của giống ngựa này đã lan rộng đến tận nước Anh.
Ở Vinnytsia (tỉnh) của Ukraine, một trang trại giống ngựa Hucul được thành lập bởi Gennady Romanenko vào năm 2016.